# Sangeh
Sangeh is een bestuurslaag in het regentschap Badung van de provincie Bali, Indonesië. Sangeh telt 4057 inwoners (volkstelling 2010).